# Maria Magdalena kyrka, Jerusalem
Maria Magdalena kyrka (ryskaː Храм Марии Магдалины/Chram Marii Magdaliny) är en rysk-ortodox kyrka belägen på Olivberget, nära Getsemane trädgård i Jerusalem.
Kyrkan är ägnad Maria från Magdala, en anhängare till Jesus. Enligt det sextonde kapitlet i Markusevangeliet var Maria från Magdala den första att se Kristus efter dennes uppståndelse (Markusevangeliet 16:9). Hon var till synes Jesu främsta kvinnliga lärjunge, tillsammans med Maria av Betania, som vissa tror var samma kvinna. 
Kyrkan byggdes 1886 av tsar Alexander III för att hedra sin mor, kejsarinnan Maria Alexandrovna av Ryssland. Den byggdes i traditionell stil, populär i 1600- och 1700-talets Ryssland. Kyrkan har sju stilrena och förgyllda lökkupoler.